# پایگاه هوایی دنو
پایگاه هوایی دنو (به انگلیسی: Dno (air base)) یک فرودگاه نظامی است که یک باند فرود علامت سؤال دارد و طول باند آن ۲۹۰۰ متر است. این فرودگاه در شهر دنو کشور روسیه قرار دارد و در ارتفاع ۷۷ متری از سطح دریا واقع شده‌است.